# Praxis (Zeitschrift)
Die Zeitschrift Praxis (früher auch Schweizerische Rundschau für Medizin) ist eine schweizerische medizinische Fachzeitschrift mit Peer-Review und als «Fortbildungszeitschrift» für Ärzte konzipiert. Praxis ist gelistet in Medline, EMBASE und Scopus.
Die Zeitschrift beinhaltet unter anderem die Rubriken Continuous Medical Education und Diagnose.
Herausgeber sind Edouard Battegay (geschäftsführender Herausgeber), Johann Steurer und Bernard Waeber.

## Erscheinungsverlauf
Die Zeitschrift Schweizerische Rundschau für Medizin (Revue suisse de médecine) erschien erstmals 1909 und ging 1923 in der Praxis auf, deren erster Jahrgang 1912 war. Von 1923 bis 1969 trug die Zeitschrift den Titel Praxis: schweizerische Rundschau für Medizin und erschien im Hans-Huber-Verlag in Bern. Von 1970 bis 1994 hiess die Zeitschrift Schweizerische Rundschau für Medizin PRAXIS und erschien im Hallwag-Verlag in Bern. Seitdem erscheint sie als Praxis: schweizerische Rundschau für Medizin, zunächst bei Hallwag, seit September 1996 erneut im Hans-Huber-Verlag.
Bis 2007 erschien die Zeitschrift wöchentlich, ab 2008 alle zwei Wochen, seit 2018 erscheint sie alle zwei bis vier Wochen (16 Ausgaben/Jahr).